# Império dos Herdeiros
A Sociedade Beneficente Cultural e Recreativa Escola de Samba Império dos Herdeiros é uma escola de samba do carnaval de Porto Alegre. Agremiação da Zona Leste da capital gaúcha, sua sede é localizada no Bairro Agronomia. Seus fundadores foram: Stéfano Leandro, Cristine Alice, Roger Dutra, Gabrielle Oliveira, Rhuan Santos. Seu primeiro desfile no Complexo Cultural do Porto Seco foi realizado no ano de 2020 como convidada, antes disso desfilava na Rua João Antônio Lopes para a comunidade local. Atualmente a entidade desfila na série bronze do carnaval de Porto Alegre e no carnaval de Viamão.

## Segmentos

### Presidentes
| Nome          | Mandato    | Ref.  |
| ------------- | ---------- | ----- |
| Tailison Sito | 2023-Atual | [ 1 ] |

### Diretores
| Ano  | Diretor de Carnaval | Ref.  |
| ---- | ------------------- | ----- |
| 2025 | Luiz Stamm          | [ 3 ] |

| Ano  | Mestre de bateria | Ref.  |
| ---- | ----------------- | ----- |
| 2025 | Kelvin Santos     | [ 3 ] |

### Casal de Mestre-sala e Porta-bandeira
| Ano  | Nome                        | Ref.  |
| ---- | --------------------------- | ----- |
| 2025 | Guto Alencar e Fabinha Lima | [ 3 ] |

## Carnavais
| Ano                        | Colocação | Grupo           | Enredo                                                                                                  | Carnavalesco | Intérprete          | Ref.              |
| -------------------------- | --------- | --------------- | --- | ------------ | ------------------- | ----------------- |
| 2020                       | *         | Convidada       | Odoyá! O Mar em Festa na Praia do Coração dos Gaúchos                                                   |              | Leandro Bittencourt | [ 4 ]             |
| Desfile cancelado em 2021. |           |                 | |              |                     |                   |
| 2022                       | *         | Convidada       | De Cafuncho a Herdeiros, A Luta e a Alegria de Um Povo que Quer Ter Vez                                 |              |                     | [ 6 ]             |
| 2023                       | *         | Convidada       | Império dos Herdeiros de Coração em Esplendor Decanta a Cidade de São Jerônimo com Louvor               |              |                     | [ 1 ]             |
| 2024                       | 5.º lugar | Descentralizado | Império dos Herdeiros Mergulha no Mundo Imaginário das Crianças e Muitas Histórias Vai Contar           |              |                     | [ 7 ]             |
| 2025                       | 5.º lugar | Série Bronze    | Brilha meu astro rei, fonte de calor e energia, canta meu império dos herdeiros, fonte de amor e poesia | Luiz Stamm   | Vanderlei Sensação  | [ 3 ] [ 8 ] [ 9 ] |